# Vértesy Jenő
Vértesy Jenő (Budapest, 1877. június 30. – Újtátrafüred, 1916. június 16.) irodalomtörténész, műfordító. Vértesi Arnold író fia.

## Pályája
Vértesi Arnold író és Kuklay Anna fia. Iskoláit Debrecenben végezte a kegyesrendiek algimnáziumában és a református főgimnáziumban. 1895-ben beiratkozott a budapesti egyetem bölcsészettudományi karára, ahol többször nyert pályadíjat és 1899-ben szerzett bölcsészdoktori oklevelet. 1898-ban gyakornok lett a Magyar Nemzeti Múzeum könyvtári osztályán, majd a katonai szolgálat után, 1901-től a múzeum tisztviselőjeként dolgozott. Többször tett tanulmányutat Olaszországban és Németországban. Neje, Balás Esztike elhunyt 35 éves korában, 1916. május 3-án délután 3 órakor, 12 évi házasság után. Felesége elvesztését Vértesy bő egy hónappal élt csak túl: 1916. június 16-án reggel Újtátrafüreden távozott az élők sorából. Örök nyugalomra helyezték 1916. június 23-án a Kerepesi úti temetőben a római katolikus egyház szertartása szerint.
Irodalomtörténészként főleg a 19. század első felének magyar irodalmával foglalkozott. Kölcsey Ferenc életrajza mellett megírta a magyar romantikus dráma történetét. Nemcsak irodalomtörténet-író volt, hanem költő és műfordító is. Homérosz két eposzát rímtelen tizenkettősökben fordította magyarra.
Versei és versfordításai többek között a Magyar Szalon (1896, 1898, 1901–1903), a Fővárosi Lapok (1897), a Budapesti Szemle (1898, 1910) és a Vasárnapi Ujság, (1900, 1902, 1905, 1907, 1909) című lapokban jelentek meg. Irodalomtörténeti és esztétikai dolgozatai egyebek mellett az alábbi folyóiratokban:
- Irodalomtörténeti Közlemények (1902. Adatok Amade László életéhez, 1906. Kazinczy jelentősége, 1908. Írók levelei Prielle Korneliához),
- Turul (1902., 1907.)
- Magyar Könyvszemle (1903., 1904. Egressy Gábor iratai a M. N. Múzeumban, 1905., 1906. Kölcsey három felirata az ifjak ügyében, 1907. E. Kovács Gyula levelezése a M. N. Múzeum könyvtárában, 1908. A Fáncsy-féle színlapgyűjtemény a M. N. Múzeum könyvtárában, 1909. A M. N. Múzeum sugókönyvei, 1910. Hugo Károly iratai a M. N. Múzeum könyvtárában, 1911.)
- Egyetemes Philologiai Közlöny (1904–1906., 1907. Szigligeti, Hugo Viktor két postumus költeménye: A sátán vége, Isten, 1908. A magyar líra a XIX. században, Kisfaludy Károly Irenéje modern földolgozásban, 1909. A Nemzeti Színház megnyitása előtt, Egy modern Herakles-drámáról, 1910. Donnay és Aristophanes, 1911.)
- Erdélyi Múzeum (1907. Bartók Lajos történeti drámái, 1910. Régebbi Faust-fordítások)
- Uránia (1908. Shakespeare egy kétes drámája, 1910. Egy modern arab drámáról: Chekri-Ganem «Antar»-ja, 1911.)
- Magyar Shakespeare-Tár (1909., 1910)
- Élet (1909. A történelmi dráma új ösvényén, 1910. Újabb Napoleon-drámák, Birnbaum és a modern szimbolizmus)

## Munkái
- Czakó Zsigmond. Budapest, 1899. Doktori értekezés (különnyomat az Ország-Világból)
- Költeményei. Budapest, 1905
- Kölcsey Ferencz. Budapest, 1906 (M. Tört. Életrajzok XII. 4., 5.).
- Homeros Odysseiája. Ford., Budapest, 1909
- A kard. Hugo Viktor költeménye. Ford., Budapest, 1910
- A magyar romantikus dráma. Budapest, 1913. (A Magyar Tudományos Akadémia Könyvkiadó Vállalata)
- Ilias. Ford. Budapest, 1913
- III. Edvárd király : színmű öt felvonásban : 1596. Ford., Budapest, 1914
- Merlin születése : 1662. Ford., Budapest, 1915
- Sir John Oldcastle : színmű öt felvonásban : 1600. Ford., Budapest, 1918